# Antiimperialismo
El antiimperialismo es una corriente política e ideológica que se expresa una oposición activa al dominio y expansión de potencias imperiales sobre otros pueblos o territorios. Aunque suele definirse como la negación del imperialismo, ha sido desarrollado como una postura con contenido propio, que promueve la autodeterminación, la soberanía nacional y la crítica a los mecanismos de dependencia neocolonial. Surgida con fuerza a finales del siglo XIX, especialmente como respuesta a las políticas coloniales europeas y estadounidenses, el pensamiento antiimperialista está vinculado al impulso de procesos de liberación nacional.

## Origen
Las primeras protestas contra el colonialismo se remontan al movimiento independentista que dio origen a los Estados Unidos. De 1793 data la carta dirigida a la Convención Nacional de Francia por el utilitarista inglés Jeremy Bentham reclamando a ese país Emancipad vuestras colonias. A partir de 1809 se produjo el movimiento independentista hispanoamericano.  
La primera presencia de un pensamiento antiimperialista se registra en Cuba. El escritor Mark Twain, quien fundó en 1898 la Liga Antiimperialista de los Estados Unidos, con sede en Boston para combatir la acción estadounidense en la guerra de Cuba, escribió:

El cubano José Martí puede considerarse como el primer formulador de un pensamiento antiimperialista en América Latina, en gran medida porque la lucha por la independencia de Cuba del colonialismo español coincidió con el ascenso de las nuevas formas de dominación que comenzaba a desarrollar Estados Unidos, relacionando desde su mismo origen antiimperialismo con el sentimiento antiestadounidense. Subrayando la idea de «nuestra América» para oponerla a la América anglosajona, Martí sostuvo que «los pueblos de América son más libres y prósperos a medida que más se apartan de los Estados Unidos».
Mark Twain

En 1901 Manuel Ugarte publicó El peligro yankee, denunciando lo que él llama “el nuevo imperialismo”. En 1902 apareció el libro de John A. Hobson Imperialismo: un estudio y en 1916, Lenin escribió su célebre obra El imperialismo, etapa superior del capitalismo, que difundió en todo el mundo la noción.
Sin embargo existe una diferencia profunda entre la noción de «imperialismo» tal como resulta de los análisis de Hobson y Lenin, del «antiimperialismo» como posición política. La idea de «antiimperialismo» pone el acento en la llamada «cuestión nacional» y en la necesidad de garantizar a los pueblos la posibilidad de desarrollarse autónomamente a través de su derecho a la autodeterminación.[cita requerida]
El antiimperialismo también tiene su origen en la Revolución Estadounidense del siglo XVIII.

## Reforma Universitaria de 1918 e intervenciones de Estados Unidos
El movimiento estudiantil de Reforma universitaria latinoamericano que se inició en la ciudad de Córdoba (Argentina) en 1918 impulsó la idea del antiimperialismo por toda América Latina y desempeñó un papel fundamental para que el concepto se fuera desarrollando durante varias generaciones. Ya en 1920 la Federación Universitaria Argentina emitió un manifiesto titulado Denuncia del imperialismo.
Las constantes intromisiones de Estados Unidos en cuestiones internas de los países latinoamericanos para reprimir movimientos populares y apoyar dictaduras, también jugaron un papel central en la difusión del pensamiento antiimperialista. En este sentido la entrada de tropas estadounidenses a Nicaragua para reprimir el movimiento campesino de Augusto César Sandino en 1926-1927 se convirtió en un símbolo continental del antiimperialismo.
Para finales de los años veinte ya se utilizaba el término «antiimperialismo» con cierta habitualidad. En París, el 29 de junio de 1925, se realizó la Asamblea Antiimperialista Latinoamericana, en La Maison de Savantes, de la rue Dantón, en la que congregó cerca de dos mil latinoamericanos, que protestó por las amenazas que el secretario de Estado Kellogg había lanzado contra México. Esta asamblea tuvo como antecedente el grupo de estudiantes que logró consolidar el núcleo estudiantil denominado Asociación General de Estudiantes Latinoamericanos (AGELA) que lo conformaron los jóvenes Rolando Martel (cubano), Aurelio Fortoul (venezolano), R. Sequeira (nicaragüense), Cárdenas Castro (peruano), Antonio Gattorno (cubano) y Armando Maribona (cubano), entre otros.
En el programa de dicha Asamblea figuraron José Ingenieros, Unamuno, Vasconcelos. Ugarte, Ortega y Gasset, y entre los nuevos, el uruguayo Carlos Quijano, el guatemalteco Miguel Ángel Asturias y el peruano Víctor Raúl Haya de la Torre quien pronuncia un discurso pronuncia un discurso que aparecerá, con posterioridad en 1927 en su libro «Por la Emancipación de América Latina» bajo el título «El Pensamiento de la nueva Generación Antiimperialista Latinoamericana contra el enemigo de fuera y contra el enemigo de dentro».
En el año 1927, el Comintern creó una Liga Antiimperialista de alcance mundial que se organizó a su vez en secciones nacionales. En 1929, José Carlos Mariátegui tituló Punto de vista antiimperialista una ponencia suya presentada en Buenos Aires. Ese mismo año, el peruano, Víctor Raúl Haya de la Torre, se explayó ampliamente sobre la «causa antiimperialista» en un documento titulado La reforma universitaria.
En 1936, la editorial Ercilla (en Chile) publicó El antiimperialismo y el APRA, que Haya de La Torre había escrito en 1928.

## Descolonización y las luchas de liberación nacional
A partir de la Segunda Guerra Mundial se produjo un auge en los llamados «movimientos de liberación nacional» en los países colonizados por potencias europeas. Ese auge se debió a varios factores:
- Durante la guerra misma, millones de hombres y mujeres de las colonias participaron en el esfuerzo militar de los aliados occidentales, a fin de luchar por la independencia y libertad de sus respectivas metrópolis. Se calcula que solo de la India más de dos millones y medio de indios se enlistaron. Después de la guerra, se hizo cada vez más difícil convencerlos que esas metrópolis merecen tal libertad e independencia, pero ellos no.
- Muchos de esos enlistados tomaron parte en el combate activo y experimentaron personalmente que la difundida creencia sobre la invencibilidad del «hombre blanco» era un mito.
- Al terminar la guerra, las potencias coloniales estaban agotadas no solo material sino también moralmente. La ideología que había sustentado el colonialismo se hacía cada vez menos aceptable tanto entre la intelectualidad europea como para la opinión pública. Al mismo tiempo. se formó la Organización de las Naciones Unidas, que declara, en su carta fundamental que su propósito es, entre otros, «fomentar entre las naciones relaciones de amistad basadas en el respeto al principio de la igualdad de derechos y al de la libre determinación de los pueblo». Esto, sumada al agotamiento físico de las guerras, obligó a las potencias coloniales a repensar la relación con las colonias, a veces sobre la base de las propuestas de líderes independentistas, a veces sobre bases intermedias, tales como el Commonwealth o la Unión Francesa.

Por un momento parecía que el fin del colonialismo sería un proceso racional, pacífico. Dos eventos llegaron a simbolizar esa esperanza: la independencia de la India (1947) y el acuerdo a fin de instaurar un protectorado en Indochina en 1946. Sin embargo, y debido en gran parte a la intransigencia de las potencias europeas; que esperaban trato especial o se negaron a dar justicia y reconocer aspiraciones excepto donde no podían evitarlo, buscando así perpetuar sus privilegios a través de un sistema neocolonial; esas esperanzas no se concretaron y el periodo termina con el fracaso del protectorado británico en Egipto (1954) que sienta las bases de la Crisis de Suez (1956), el comienzo de la guerra de Argelia (1954) y la derrota francesa en la primera parte de la guerra de Indochina (también 1954).
Todo lo anterior causó una ola mundial de luchas independentistas en Asia y África, durante los años sesenta y setenta, que encontraron gran resistencia de las revitalizadas potencias neocolonialistas europeas apoyadas o lideradas por Estados Unidos en el contexto de la Guerra Fría, de acuerdo a la Doctrina Truman. Entre las guerras de independencia que se desarrollaron en aquellos años pueden mencionarse Vietnam, Indonesia, Argelia, Angola, Congo, Zambia, Kenia, Tanzania, entre otras, dirigidas por líderes nacionalistas que desarrollaron conceptos y nociones adoptadas por el antiimperialismo, entre los que pueden mencionarse Nehru (India), Hồ Chí Minh (Vietnam), Julius Nyerere (Tanzania), Franz Fanon (Argelia), Patrice Lumumba (Congo), Sukarno (Indonesia), Kenneth Kaunda (Zambia), notables por sus contribuciones teóricas y sus repercusiones a nivel mundial.

### En América Latina

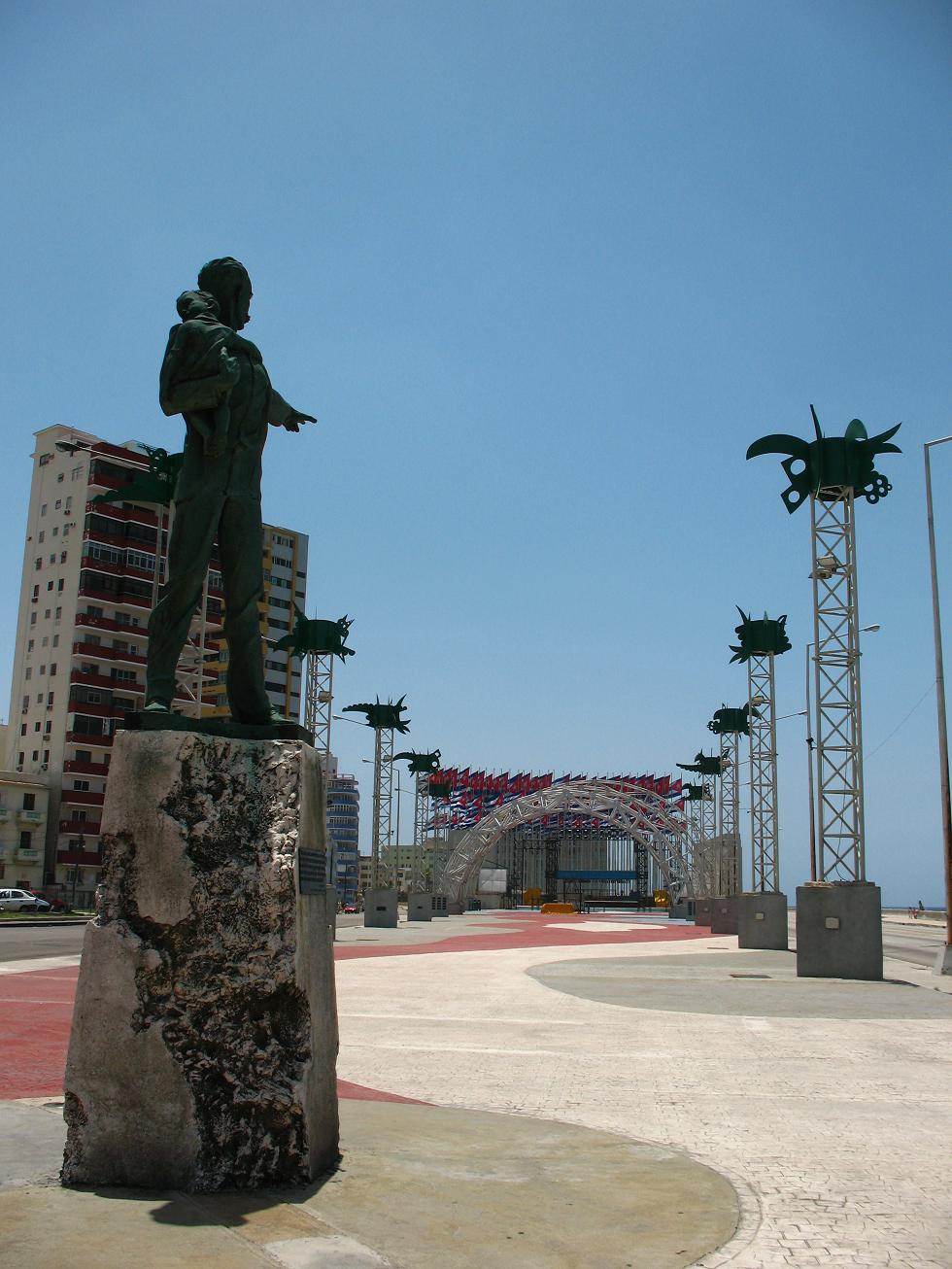
Estatua del patriota cubano José Martí (1853-1895) con la tribuna antiimperialista de La Habana de fondo.

Simultáneamente en América Latina las fuerzas políticas orientadas a promover cambios sociales adoptaron programas de liberación nacional, abiertamente antiimperialistas. La expresión histórica de estas fuerzas, puede dividirse en dos etapas, con dos tipos de gobierno característicos:

#### Primera etapa

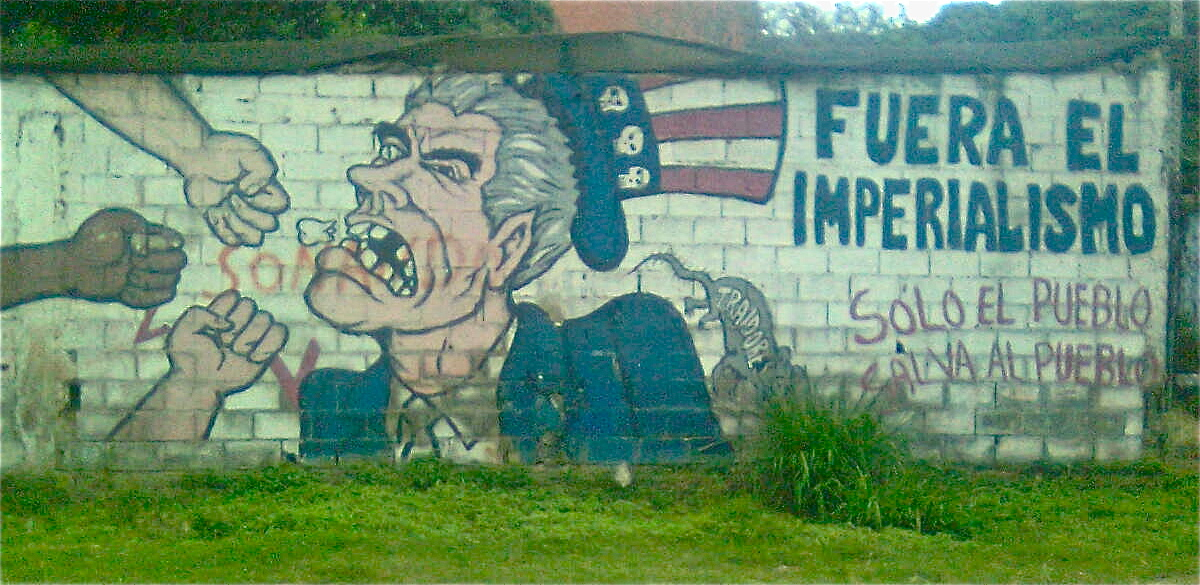
Grafiti en contra del imperialismo estadounidense en una pared en Caracas, Venezuela.

La primera etapa se inscribe en lo que se denomina el populismo latinoamericano (años cuarenta y cincuenta), caracterizada por los gobiernos democráticos, y cuyos ejemplos más destacables son los diez años de primavera de Guatemala (1944-1954), bajo los gobiernos de Juan José Arévalo y Jacobo Árbenz, el gobierno de Juan Domingo Perón en Argentina (1946-1955), el gobierno de Getúlio Vargas en Brasil (1951–1954), el gobierno de Lázaro Cárdenas en México (1934-1940), la Revolución Boliviana de 1952 conducida por el MNR, el gobierno de Carlos Ibáñez del Campo en Chile (1952-1958), el gobierno de José María Velasco Ibarra en Ecuador (1944-1947 y 1952-1956), y la dictadura del general Gustavo Rojas Pinilla en Colombia (1953-1957), que fue la única dictadura militar populista de este período.
Posteriormente, con la irrupción de la Revolución cubana (1958-1959), la enorme influencia de sus líderes Fidel Castro y el Che Guevara en todo el continente y de sus planteamientos políticos (Primera y Segunda Declaración de La Habana), los movimientos antiimperialistas en Latinoamérica comenzaron a adquirir un cariz cada vez más influido por el comunismo y por la idea de lucha armada revolucionaria (entre las guerrillas más insignes que aparecieron en esta etapa, se pueden contar la Guerrilla de Ñancahuazú en Bolivia, las FARC y el ELN colombianos, el FSLN nicaragüense, los Montoneros y el ERP argentinos, el MIR chileno, los Tupamaros uruguayos, el FMLN de El Salvador y la URNG en Guatemala), y en paralelo comenzaron a proliferar las dictaduras militares por todo el continente bajo el influjo de la Doctrina de la seguridad nacional.

#### Segunda etapa
En este contexto se abre la segunda etapa de gobiernos antiimperialistas en América Latina, entre fines de los años sesenta y principios de los ochenta, que se caracterizaron por ser dictaduras militares «excepcionales», que rompían la regla habitual de alineamiento con EE. UU. y llevaban adelante una política nacionalista y populista, y cuyos ejemplos más significativos fueron el gobierno de Omar Torrijos en Panamá (1968-1981), el gobierno de Juan Velasco Alvarado en Perú (1968-1975), los gobiernos de Alfredo Ovando Candía (1964-66 y 1969-70) y Juan José Torres (1970-1971) en Bolivia, el gobierno de Francisco Caamaño en República Dominicana (1965), o el gobierno civil bajo tutela militar de Julio César Méndez Montenegro en Guatemala (1966-1970) y a su vez se dio el triunfo de la Revolución Nicaragüense, de inspiración marxista-leninista, dirigida por el Frente Sandinista de Liberación Nacional, que gobernaría Nicaragua entre 1979 y 1990.
También en ese mismo período coexistieron dos gobiernos antiimperialistas democráticos: el del socialista Salvador Allende en Chile (1970-1973) y la tercera presidencia de Perón en Argentina (1973-1974). Todos estos procesos de liberación nacional contra el colonialismo y el neocolonialismo en Asia, África y América Latina confluyeron en la creación del Tercer mundo como una fuerza activa en el panorama internacional y buscando tomar distancia de los dos bloques que disputaban la Guerra Fría. El antiimperialismo constituyó uno de los fundamentos del pensamiento tercermundista.

## El desarrollismo (o la teoría de la dependencia)
En los años treinta algunos intelectuales entre los que se destaca Sergio Bagú comenzaron a indagar en la naturaleza del colonialismo europeo y las causas del atraso de las sociedades latinoamericanas dando origen a la llamada teoría de la dependencia (o desarrollismo), que tomará en los años cincuenta forma con los trabajos por diversos economistas y sociólogos en la CEPAL (Raúl Prebisch, Celso Furtado, Fernando Henrique Cardoso, Theotonio dos Santos, etc.). La teoría de la dependencia dio sólido fundamento al pensamiento antiimperialista al demostrar que las teorías clásicas sobre el desarrollo económico, apoyadas en la idea de un avance secuencial progresivo desde el subdesarrollo eran incorrectas, y que la forma en que estaba organizada la división internacional del trabajo promovía la producción industrial en los países más avanzados, relegando a la mayor parte de los países del mundo a ser productores de materias primas con la consecuencia de conformar economías de bajo valor agregado y que transferían cada vez una mayor parte de sus ingresos a los países ricos por efecto del fenómeno de deterioro de los términos de intercambio.
Sus postulados explican que existe una relación entre el desarrollo de los países del norte y el no desarrollo de los países del sur, relacionando también el control que ejercen las corporaciones internacionales con la ayuda de sus países sobre los países pobres. Sin embargo esta teoría tiene la desventaja de limitar el mercado de los países para su desarrollo en sus propuestas de solución.

## Globalización y antiimperialismo
El fin de la Guerra Fría y el colapso de la Unión Soviética en 1991, así como el comienzo de la llamada globalización modificó las condiciones en que se desarrollaba el pensamiento y el programa antiimperialista. Por un lado las relaciones económicas entre los países se incrementaron notablemente y el mundo se hizo más interdependiente. Por otra parte, la hegemonía del pensamiento neoliberal en la años noventa y la implementación generalizada del Consenso de Washington abrió una ola de privatizaciones de empresas estatales así como el retiro del Estado de su papel de regulador de los mercados. Esto afectó las políticas antiimperialistas de muchos países del Tercer Mundo, en gran medida basadas en las empresas estatales y la intervención del Estado en la economía.
La globalización ha producido un debate acerca de las características del antiimperialismo en la actualidad. Por un lado movimientos políticos como los socialismos de Fidel Castro (en Cuba), de Hugo Chávez (en Venezuela) y Evo Morales (en Bolivia), ratifican la vigencia del pensamiento antiimperialista y consideran que la globalización es en sí misma un fenómeno imperialista que no modifica sustancialmente las posturas clásicas del antiimperialismo.
En otros casos se ha preferido usar la categoría de "hegemonía", en reemplazo de la categoría "imperialismo".
Por otro lado movimientos políticos de posturas más moderadas, como el Partido de los Trabajadores de Brasil, el Frente Amplio en Uruguay, el peronismo en Argentina, e incluso el sandinismo triunfante en las elecciones nicaragüenses de 2006, tienden a replantear la idea de antiimperialismo en el contexto de la globalización, reteniendo sus aspectos básicos (soberanía nacional, industrialismo, rol del Estado, mercado interno, latinoamericanismo) pero reorganizando su enfoque para hacerlo compatible con un mundo mucho más complejo, interdependiente y multipolar, y en proceso de integrarse en diferentes bloques. El gobierno peronista de Carlos Menem adoptó una política internacional de alineamiento incondicional con Estados Unidos, pero los gobiernos peronistas de Eduardo Duhalde, Néstor Kirchner, Cristina Kirchner y Alberto Fernández volvieron a impulsar políticas basadas en el cuestionamiento de los imperialismos y las hegemonías internacionales, reivindicando la noción de un mundo de naciones soberanas, política, económica y culturalmente.

## Contenido
El antiimperialismo se caracteriza por presentar un programa político-económico muy específico, que en los años 70 fue conocido también como programa de liberación nacional.
- Independencia, soberanía y autodeterminación nacional
- Oposición al imperialismo
- Rechazo del colonialismo y neocolonialismo
- Antiamericanismo
- Reforma agraria
- Industrialismo
- Promoción del mercado interno
- Rechazo/control de empresas multinacionales.
- Nacionalización de los sectores básicos de la economía.
- Empresas estatales y mercados regulados
- Cuestionamiento del rol del Fondo Monetario Internacional y del Banco Mundial
- Política de alianzas: tercermundismo, unidad latinoamericana y panafricanismo.

## Antiimperialismo derechista
Hay una división bastante estricta entre antiimperialismo derechista dentro de los países poderosos y que dentro de sus clientes o los oponentes más débiles, lo que resulta del hecho de que la mayoría de los opositores del imperialismo de tendencia derechista permanecen ideológicamente unido a su propia nación o pueblo.
Las líneas modernas de pensamiento dentro poderes supuestamente imperialistas que son sin duda los dos «de derechas» y «antiimperialista» tienden a dividirse en dos cepas generales, libertarismo y paleoconservadurismo. Esta última, prominentemente representada por Andrew Bacevich y Patrick Buchanan, se diferencia de la primera, prominentemente representada por Justin Raimondo y Ron Paul, por una asociación con el conservadurismo social. Ambos son más influyentes dentro de Estados Unidos que fuera de él, y ambos tienden a ver el imperialismo como en ninguno de los intereses ni las verdaderas tradiciones de su país, dándoles una continuidad ideológica con el no intervencionismo.
Los movimientos fundamentalistas y religiosos de la derecha nacionalista, que han surgido como reacción a un supuesto imperialismo también podría caer dentro de esta categoría. Por ejemplo, Ruhollah Jomeini derivó gran parte de su popularidad a partir de su oposición a la intervención o influencia estadounidense en Irán y el Medio Oriente.

## Críticas
Antonio Negri y Michael Hardt afirman que el antiimperialismo tradicional ya no es relevante. En el libro Imperio, Negri y Hardt argumentan que el imperialismo ya no es la práctica o el dominio de ninguna nación o estado. Más bien, afirman, el "Imperio" es un conglomerado de todos los estados, naciones, corporaciones, medios de comunicación, cultura popular e intelectual, etc.; y por lo tanto, los métodos y estrategias antiimperialistas tradicionales ya no pueden aplicarse contra ellos por lo cual consideran necesario nuevas formas de pensar el imperialismo.
Gilbert Achcar, un autor antiimperialista, tuvo frecuentes discusiones con otros antiimperialistas. Señala que, a diferencia de lo ocurrido tras la Segunda Guerra Mundial, Estados Unidos ya no se embarca en guerras imperialistas contra movimientos de liberación nacional, sino contra dictaduras como las de Irak, los Balcanes y Afganistán.
Achcar también considera que el antiimperialismo debe oponerse a todos los imperialismos, y critica a quienes rechazan el imperialismo estadounidense o británico al tiempo que minimizan o incluso apoyan el imperialismo ruso. Señala que el gobierno ruso es mucho más autoritario que el estadounidense, y que mientras el gobierno estadounidense puede ser detenido mediante una acción de masas, el ruso no permitiría que algo así tenga lugar. Por último considera que una intervención militar de una potencia imperialista que tenga por objeto detener o impedir una masacre o genocidio, o proteger a un levantamiento democrático de la represión de una dictadura, es aceptable; siempre y cuando se respeten los procedimientos que aseguren que dicha potencia no saque ventaja de la situación.